# Ambivina filobasidia
Ambivina filobasidia är en svampart som beskrevs av Katz 1974. Ambivina filobasidia ingår i släktet Ambivina och familjen Corticiaceae.   Inga underarter finns listade i Catalogue of Life.